# Nghiên cứu phát triển

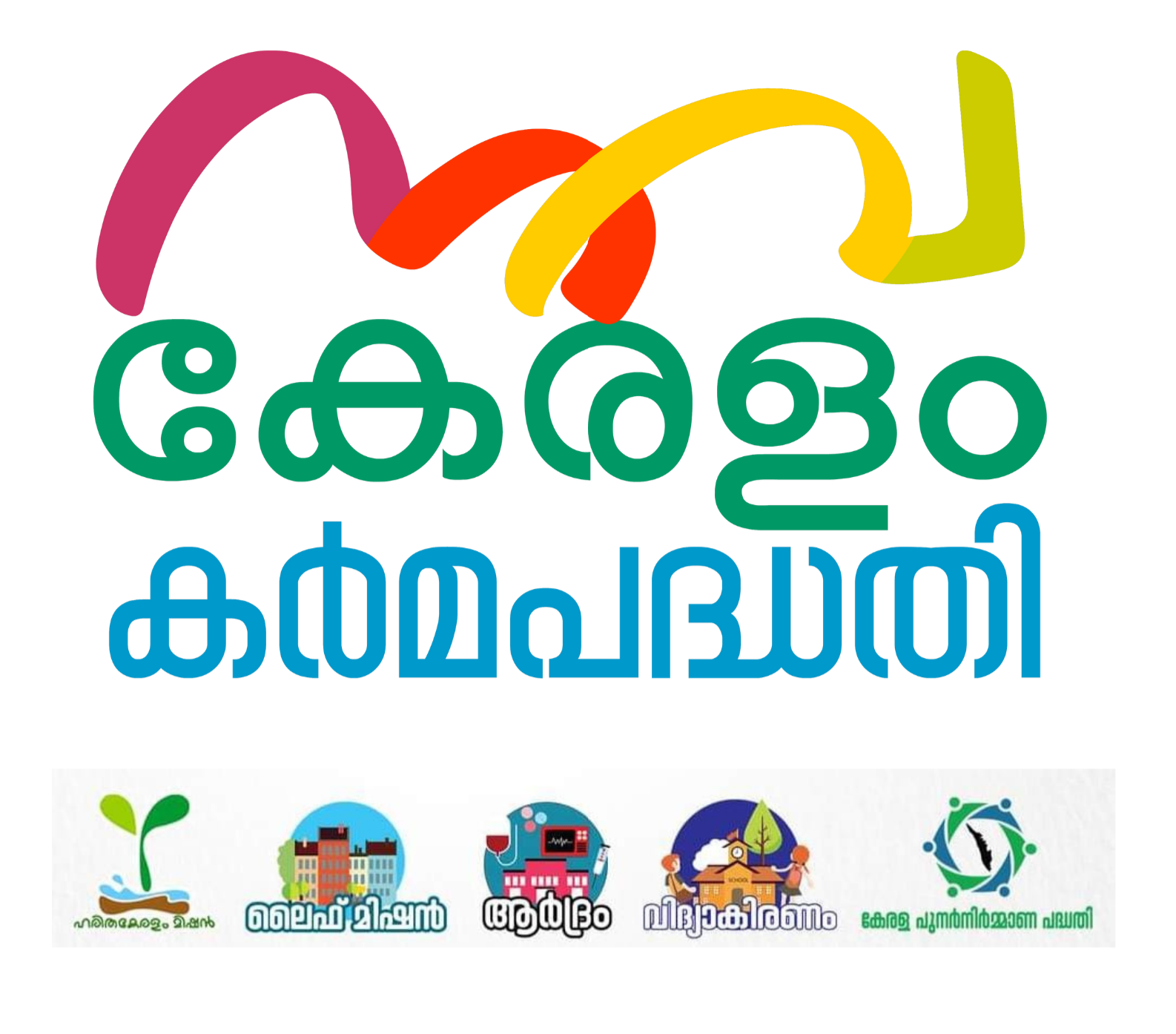
Nghiên cứu phát triển

Nghiên cứu phát triển (tiếng Anh: Development studies) là một nhánh liên ngành của khoa học xã hội. Nghiên cứu phát triển được cung cấp như một bằng thạc sĩ chuyên ngành tại một số trường đại học có uy tín trên thế giới. Nó đã trở nên phổ biến như một môn học từ đầu những năm 1990, và đã được giảng dạy và nghiên cứu rộng rãi nhất ở các nước đang phát triển và các quốc gia từng là mẫu quốc, chẳng hạn như Vương quốc Anh, nơi khởi nguồn của môn học này. Sinh viên ngành nghiên cứu phát triển thường chọn làm việc trong các tổ chức quốc tế như Liên Hợp Quốc, Ngân hàng Thế giới, các tổ chức phi chính phủ (NGO), các cơ quan truyền thông và báo chí, các công ty tư vấn phát triển khu vực tư nhân, các cơ quan quản lý trách nhiệm xã hội của doanh nghiệp (CSR) và các trung tâm nghiên cứu.

## Các cơ quan chuyên môn
Trên khắp thế giới, một số cơ quan chuyên môn về nghiên cứu phát triển đã được thành lập:
- Châu Âu: European Association of Development Research and Training Institutes (Hiệp hội các viện nghiên cứu và đào tạo phát triển châu Âu, EADI)
- Mỹ Latinh: Consejo Latinoamericano de Ciencias Sociales (CLACSO)
- Châu Á: Asian Political and International Studies Association (Hiệp hội Nghiên cứu Chính trị và Quốc tế châu Á, APISA)
- Châu Phi: Council for the Development of Social Science Research in Africa (Hội đồng Phát triển Nghiên cứu Khoa học Xã hội ở châu Phi, CCODESRIA) và Organization for Social Science Research in Eastern and Southern Africa (Tổ chức Nghiên cứu Khoa học Xã hội ở Đông và Nam Phi, OSSREA)
- Thế giới Ả Rập: Arab Institutes and Centers for Economic and Social Development Research (Các Viện và Trung tâm Nghiên cứu Phát triển Kinh tế và Xã hội Ả Rập, AICARDES)

Tổ chức bảo trợ chung của các hiệp hội này là Ủy ban Điều phối Liên khu vực của các Hiệp hội Phát triển (ICCDA). Ở Vương quốc Anh và Ireland, Hiệp hội Nghiên cứu Phát triển là một nguồn thông tin chính cho nghiên cứu và học tập về nghiên cứu phát triển. Nhiệm vụ của nó là kết nối và thúc đẩy những người làm việc trong lĩnh vực nghiên cứu phát triển.

## Các ngành nghiên cứu phát triển
Các lĩnh vực phát triển bao gồm:
- Giáo dục người lớn (Adult education)
- Nghiên cứu khu vực (Area studies)
- Nhân loại học
- Phát triển cộng đồng (Community development)
- Nhân khẩu học
- Phát triển truyền thông (Development communication)
- Lý thuyết phát triển
- Nghiên cứu người đi cư (Diaspora studies)
- Sinh thái học
- Phát triển kinh tế
- Sử học kinh tế
- Nghiên cứu môi trường
- Địa lý
- Nghiên cứu về giới
- Quản trị (Governance)
- Lịch sử tư tưởng kinh tế
- Nhân quyền
- An ninh con người (Human security)
- Quyền của các dân tộc bản địa (Indigenous rights)
- Quan hệ lao động (Industrial relations)
- Công nghiệp hóa
- Kinh doanh quốc tế (International business)
- Phát triển quốc tế
- Quan hệ quốc tế
- Báo chí
- Truyền thông học
- Nghiên cứu về di cư (Migration studies)
- Công ty hợp danh (?) (Partnership)
- Nghiên cứu hòa bình và xung đột
- Phương pháp giáo dục
- Triết học
- Triết học chính trị
- Nghiên cứu dân số (Population study)
- Chủ nghĩa hậu thực dân (Postcolonialism)
- Tâm lý học
- Hành chính công
- Y tế công cộng
- Phát triển nông thôn (Rural development)
- Nghiên cứu đa dạng tính dục (Queer studies)
- Xã hội học
- Chính sách xã hội (Social policy)
- Lý thuyết phát triển xã hội
- Công tác xã hội
- Phát triển bền vững
- Nghiên cứu đô thị (Urban studies)
- Nghiên cứu phụ nữ (Women's studies)